# Gürcü Hadım Mehmed Pacha
Gürcü Hadım Mehmed Pacha (turc : Hadım Mehmet Paşa) est un eunuque d'origine d'origine géorgienne d'où son autre épithète de Gürcü ou Gurdjieff  qui fut homme d'État ottoman et est successivement gouverneur de l'Égypte ottomane de 1604 à 1605,. Il exerce la fonction de grand vizir entre le 21 septembre 1622 et le 5 février 1623.

## Source de la traduction
- (en) Cet article est partiellement ou en totalité issu de l’article de Wikipédia en anglais intitulé « Hadim Mehmed Pasha » (voir la liste des auteurs).